# Гривица
Гривица (болг. Гривица) — село в Болгарии. Находится в Плевенской области, входит в общину Плевен. Население составляет 1683 человека.